# خانم کیتین
کارولین هروه (متولد ۱۹۷۳) که به‌طور حرفه ای به عنوان خانم کیتین شناخته می‌شود، تهیه‌کننده موسیقی الکترونیک، دی جی، خواننده و ترانه‌سرای فرانسوی است.
خانم کیتین در سال ۱۹۷۳ در گرنوبل، شهری در رشته کوه‌های آلپ، در جنوب شرقی فرانسه به دنیا آمد. موسیقی‌هایی مانند جنسیس، سوپرترامپ، مایلز دیویس، ماریا کالاس، پینک فلوید و بیتلز به بخش برجسته ای از زندگی او و والدینش تبدیل شدند. در سن ۶ سالگی، هروه اغلب برای سرگرمی برای پدربزرگ و مادربزرگش پیانو می‌نواخت و ملودی‌هایی را از رادیو بازتولید می‌کرد. خانم کیتین سعی کرد در کلاس‌های پیانو شرکت کند اما بعد از ۲ سال منصرف شد. علاوه بر این، او تمرین باله را از ۵ سالگی آغاز کرد و تا ۲۲ سالگی ادامه داد.

## آهنگ‌شناسی
- یا (با پسر طلایی) (۲۰۰۱)
- اولین آلبوم (با هکر) (۲۰۰۱)
- من میام (۲۰۰۴)
- بت باکس (۲۰۰۸)
- دو (با هکر) (۲۰۰۹)
- فراخوانی از ستاره‌ها (۲۰۱۳)
- کیهان (۲۰۱۸)
- سوم (با هکر) (۲۰۲۲)

## فیلم‌شناسی
| فیلم              | فیلم            | فیلم | فیلم                                          |
| سال               | فیلم            | نقش  | یادداشت                                       |
| ----------------- | --------------- | ---- | --------------------------------------------- |
| ۲۰۰۹              | صحبت کردن در کد | خودش | فیلم مستند موسیقی الکترونیک.                  |
| حضورهای تلویزیونی |                 |      |                                               |
| سال               | عنوان           | نقش  | یادداشت                                       |
| ۲۰۰۴              | برخورد فرهنگ‌ها  | خودش | مستند تلویزیونی در مورد صحنه موسیقی الکتروکلش |